# Misja Wojskowa Francusko-Polska we Włoszech
Misja Wojskowa Francusko-Polska we Włoszech (albo Francusko-Polska Misja Wojskowa we Włoszech; fr. Mission Militare Franco-Polonaise en Italie) – misja wojskowa utworzona we Włoszech do kierowania rekrutacją i pracami nad organizacją Armii Polskiej we Francji z ochotników polskich przebywających na terenie Włoch.
Szefem misji był mjr Radziwiłł.
Dokumenty wytworzone przez tę misję są jednym z zespołów akt Centralnego Archiwum Wojskowego.